# Destino (telenovela de 1990)
Destino es una telenovela mexicana dirigida por Juan Carlos Muñoz y Guillermo Hernández producida por Carlos Sotomayor para la cadena Televisa  y emitida por El Canal de las Estrellas entre el 21 de mayo y el 30 de noviembre de 1990. Fue dividida en dos etapas, en ambas fue protagonizada por Lourdes Munguía y Juan Ferrara, antagonizada por Fernando Balzaretti, Ana Colchero, Ivette Proal y la primera actriz Saby Kamalich en la primera etapa; y por Mariagna Prats en la segunda etapa. 
Es una readaptación de la telenovela Mundos opuestos producida por Ernesto Alonso para la cadena Televisa en 1976.

## Argumento
Cecilia es una chica tímida, una noche al regresar de su trabajo, es testigo cuando un hombre salta de un edificio y cae muerto a sus pies. El cadáver pertenece al hijo del millonario Claudio de la Mora. Así conoce a Claudio y hace amistad con él. Claudio ignora que su falso amigo René está detrás de la drogadicción que impulsó a su hijo al suicidio. René odia tanto a Claudio que desea destruir a toda su familia incluyendo a la caprichosa Mónica, la menor de los de la Mora.
Cecilia no tiene tiempo para esas maquinaciones, ya que una noche es atacada y violada por Esteban Camacho, un cruel vecino obsesionado con ella. Cuando se encuentra embarazada, el noble Claudio le ofrece su apoyo y un apellido para el hijo que espera. Cecilia acepta contraer matrimonio con Claudio y sin sospecharlo entra a un mundo de seres intrigantes que buscarán sacarla de en medio.

## Elenco
- Lourdes Munguía - Cecilia Jiménez
- Juan Ferrara - Claudio de la Mora
- Fernando Balzaretti† - René Kamini
- Mariagna Prats - Cristina Palafox
- Saby Kamalich† - Mercedes Villaseñor
- Marco Muñoz - Luis Jiménez
- Ana Colchero - Mónica de la Mora
- Fernando Ciangherotti - Sebastián Labastida
- Beatriz Aguirre† - Antonia "Toña"
- Tony Carbajal† - Dr. Montoya
- Luis Cárdenas - Teniente Antonio Fernández
- Ivette Proal - Vanessa Beatriz "Beba" Santander
- Pilar Escalante - Rosalinda "Rosy"
- Aurora Molina† - Cata
- Martín Barraza - Esteban Camacho
- Lili Blanco - Cecilia "Ceci" Fridman
- Tomás Goros - José Alberto
- Gerardo Vigil - Alejandro
- Miguel Priego - Damián Villena
- Sergio Jurado - Lorenzo
- Jacqueline Munguía - Pamela
- Luis de Icaza - El Gordo
- Adriana Chapela - Magos
- María Teresa Guizar - Lucila
- Claudia Vega - Betty
- Tara Parra - Beatriz
- Erick Sánchez - José Pablo de la Mora Jiménez
- Karen Beatriz - Anita Jiménez de la Mora
- Rafael Sante - Pedro
- Lilian Notni - Paulina
- Juan Manuel Vilchis Sosa - Álvaro de la Mora
- Rafael Santa Desire
- Julio Ahuet - Alatorre
- Malena Castillo - Carmen
- Desirée Cantú - Fernanda
- Maya Mishalska - Odette Villatoro
- Fernando Camacho

## Equipo de producción
- Original de: María Zarattini, Vittoria Zarattini
- Basadas en una historia original de: Fernanda Villeli, Marissa Garrido
- Tema de entrada: Destino
- Letra: Riera Ibáñez
- Intérprete: Lourdes Munguía
- Música original: Bebu Silvetti
- Escenografía: Carmen Ravelo
- Ambientación: Octavio Ortega
- Diseño de vestuario: Francisco Javier Pacheco
- Edición: Marco Antonio Gutiérrez, Eduardo Reyna
- Coordinación de producción: Luis Miguel Barona
- Gerente de producción: Rafael Urióstegui
- Director adjunto: Gustavo Hernández
- Director de cámaras: Carlos Guerra Villarreal
- Director: Juan Carlos Muñoz
- Productor: Carlos Sotomayor

## Premios y nominaciones

### Premios TVyNovelas 1991
| Categoría                  | Nominado(a)         | Resultado |
| -------------------------- | ------------------- | --------- |
| Mejor actor protagónico    | Juan Ferrara        | Nominado  |
| Mejor villana              | Mariagna Prats      | Nominada  |
| Mejor villano              | Fernando Balzaretti | Nominado  |
| Mejor actor coestelar      | Marco Muñoz         | Nominado  |
| Mejor actriz joven         | Ana Colchero        | Nominada  |
| Mejor revelación masculina | Tomás Goros         | Nominado  |
| Mejor actuación infantil   | Karen Beatriz       | Nominada  |
| Mejor actuación infantil   | Erick Sánchez       | Nominado  |
| Mejor escritor             | María Zarattini     | Ganadora  |

### Premio Eres 1991
| Categoría             | Nominado(a)           | Resultado |
| --------------------- | --------------------- | --------- |
| Mejor telenovela      | Carlos Sotomayor      | Nominado  |
| Mejor actor           | Juan Ferrara          | Nominado  |
| Mejor actor coestelar | Fernando Ciangherotti | Nominado  |

## Versiones
- Destino es un remake de la telenovela Mundos opuestos producida por la cadena Televisa en 1976 y protagonizada por Ernesto Alonso y Rita Macedo.
- La cadena brasileña SBT realizó otra versión también llamada Destino en 1982, adaptada por Raymundo López y protagonizada por Ana Rosa y Flavio Galvao.